# 拳力突襲
《拳力突襲》（英語：Wild Card）是一部於2015年上映的美國動作片，改編自威廉·戈德曼著作的1985年小說《燥熱》，同時也是為畢·雷諾斯主演的1986年電影《燥熱》的重拍版。
電影為賽門·衛斯特執導，並讓原著作者威廉·戈德曼擔任編劇。由傑森·史塔森、史丹利·圖奇、索菲婭·維加拉、米洛·文森米利亞、麥可·安格蘭諾、安·海契主演。《拳力突襲》定於2015年1月30日於美國上映。

## 劇情
一位經常於拉斯維加斯街頭徘徊的賭徒尼克（傑森·史塔森飾）過去不明、身手過人，以接受各種委託過活，主要為了爭取到50萬好去科西嘉島生活。但在一次，幫助朋友霍莉向黑手黨德馬科報復後也讓自己陷入危機之中....。

## 演員
- 傑森·史塔森 飾 尼克·懷德（Nick Wild）
- 麥可·安格蘭諾 飾 賽勒斯·基尼克（Cyrus Kinnick）
- 多米妮克·加西亞-羅利多（英语：Dominik Garcia-Lorido） 飾 霍莉 （Holly）
- 琥珀·戴維絲飾 卡珊卓（Cassandra）[5]
- 米洛·文森米利亞（英语：Milo Ventimiglia） 飾 丹尼·迪馬可（Danny DeMarco）[5]
- 馬克斯·卡塞拉（英语：Max Casella） 飾 奧斯古（Osgood）
- 史丹利·圖奇 飾 貝比（Baby）[5]
- 索菲婭·維加拉 飾 朵麗絲／D. D.（Doris／D. D.）
- 傑森·亞歷山大 飾 平基（Pinky）
- 安·海契 飾 蘿西（Roxy）[5]
- 克里斯·布朗寧（英语：Chris Browning） 飾 迪爾（Tiel）
- 塞德里克 飾 平丘克斯（Pinchus）[5]

## 拍攝
於2013年初在路易斯安那州的紐奧良開始主要拍攝。

## 發行
獅門娛樂定於2015年1月30日於美國各大戲院上映。

### 評價
電影獲得的評價多為負面。爛番茄根據33位影評人持有30%的新鮮度，觀眾支持度31%，平均得分5／10。在Metacritic基於17位評論得分40（滿分100）。從IMDB上的17位影評家的評論，電影得分5.9。

### 票房
本片成了一個票房炸彈（票房毒藥），在美國票房只有160萬美元。

## 外部連結
- 互联网电影数据库（IMDb）上《拳力突襲》的资料（英文）
- 爛番茄上《拳力突襲》的資料（英文）
- Metacritic上《拳力突襲》的資料（英文）
- AllMovie上《拳力突襲》的资料（英文）
- Box Office Mojo上《拳力突襲》的資料（英文）